# Телекомуникационна мрежа
Телекомуникационната мрежа или далекосъобщителната мрежа е съвкупност от терминали, комуникационни канали и мрежови възли, които съвкупно осигуряват телекомуникация чрез предаване и приемане на сигнали. Технически връзката може да използва различен вид преносна среда, както и различни помощни методи: комутация на канали или пакети, модулация и демодулация и др. Всяко крайно устройство трябва да притежава уникален мрежов адрес, за да може пакетите да бъдат насочвани към правилния абонат. Наборът от адреси образува адресно пространство.
Телекомуникационните връзки свързват отделните възли в едно и сами по себе си са надстроени върху трансмисионна мрежа, която физически предава съобщението през връзката.
Примери за телекомуникационни мрежи:
- компютърна мрежа
- Интернет
- телефонна мрежа
- телексна мрежа
- оптично-коаксиална мрежа
- мрежа за радиоразпръскване

## Съобщения и протоколи
Съобщенията се генерират от изпращащото устройство, преминават през мрежата от връзки и възли и пристигат в желаното приемащо устройство. Междинните възли имат за задача да държат и управляват съобщенията и да ги насочат към правилната връзка към тяхната крайна дестинация. Изборът на най-добрия възможен път се нарича маршрутизация и се основава на определени правила, използвайки протоколи и адреси – маршрутизаторите са устройствата, извършващи тези решения.
Съобщенията се състоят от част за сигнализиране и контрол и преносима част на съдържанието. Контролната част съдържа инструкции за възлите и начина на маршрутизация. През годините са разработени голям брой протоколи, които конкретизират и характеризират как всеки различен тип телекомуникационна мрежа поддържа и управлява сигнализирането и съдържанието по ефективен начин.

## Компоненти
Всички телекомуникационни мрежи съдържат пет основни компонента: крайни устройства, телекомуникационни процесори, телекомуникационни канали, компютри и телекомуникационен софтуер, осъществяващ контрол над мрежата.
- Крайните устройства са в началото и края на всеки обмен на съобщения. Всяко устройство, предназначено да генерира или приема данни в някаква форма, може да се класифицира като крайно устройство[1]
- Телекомуникационни процесори спомагат за обмена на данни като предоставят разнообразни контролни функции (например преобразуват аналоговите сигнали в цифрови)[1]
- Телекомуникационните канали могат да се създадат в разнообразна преносна среда: проводник на електричество, радиовълни, оптични или други способи, като най-популярни са медните проводници и коаксиалните кабели. Все по-популярни стават оптичните кабели[1]
- В съвременния свят основна роля в управлението на обмена на данни играят компютрите, като използват специализиран телекомуникационен софтуер[1]

В миналото телекомуникационните мрежи не са включвали компютри, но в края на XX век техните центрове за управление са вече напълно компютризирани и дори на места биват заместени от компютърни мрежи.

## Мрежова структура
Концептуално всяка телекомуникационна мрежа съдържа три слоя, позволяващи на еднородни и нееднородни системи (използващи или едни и същи протоколи и операционни системи, или различни) да комуникират безпроблемно помежду си:
- контролен слой на английски: control plane пренася контролната информация (известен и като сигнален слой (signalling).
- слой данни или потребителски слой (съответно data plane или user plane) пренася потребителската информация.
- управляващ слой (management plane) осъществява административните операции по управлението на мрежата network management.

## В България
Според Закона за електронните съобщения (в България е възприет терминът електронна съобщителна мрежа): това е съвкупност от преносни съоръжения и (при необходимост) оборудване за комутация или маршрутизация и други ресурси, които служат за пренос на сигнали. Преносът се осъществява посредством проводник, радио, оптични или други електромагнитни способи, включително спътникови мрежи, фиксирани (с комутация на канали или с пакетна комутация, включително интернет) и мобилни наземни мрежи, електроразпределителните мрежи (доколкото се използват за пренос на сигнали), мрежите за радио- и телевизионно разпръскване и кабелните мрежи за разпространение на радио- и телевизионни програми, независимо от вида на пренасяната информация .